# Theodorus Cornelis Louis Kok

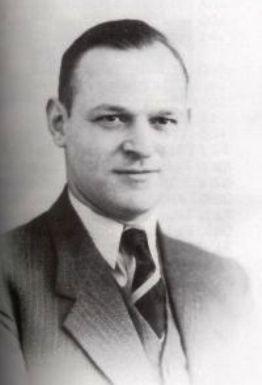
Theodorus Cornelis Louis Kok um 1920

Theodorus Cornelis Louis Kok (* 23. November 1906 in den Haag; † 28. Mai 1999 ebenda) war ein bekannter niederländischer Schachkomponist.

## Schachspieler
Wie alle talentierten jungen Schachspieler wollte Kok Weltmeister werden. Als leidenschaftlicher Angriffsspieler verstand er wenig vom Endspiel. Sein Vater gab ihm 5 Gulden für Bergers Standardwerk. Aber auch vom Buch zum Gedenken an Weenink wurde er inspiriert.

## Schachkomposition
Zwischen 1933 und 1938 komponierte Kok zahlreiche Studien. In seiner anschließend herausgegebenen Monografie, die zum Teil auf frühere Artikel zurückgreift, sind sie thematisch gruppiert: Selbstpatt, Treppenmanöver, Schnittpunktkombinationen zum Nowotny und Plachutta usw. Aber auch orthodoxe Aufgaben, Retroanalyse und Selbstmatts sind vertreten.
Nach Erscheinen seines Buches publizierte er unter den Pseudonymen Dorus Jansen, Kees Jansen und Gerrit Jansen. Bemerkenswert sind seine Beiträge zur Theorie der Damen- und Turmendspiele. Das illustriert nachfolgendes Beispiel.
|   | a | b | c | d | e | f | g | h |   |
| 8 |   |   |   |   |   |   |   |   | 8 |
| 7 |   |   |   |   |   |   |   |   | 7 |
| 6 |   |   |   |   |   |   |   |   | 6 |
| 5 |   |   |   |   |   |   |   |   | 5 |
| 4 |   |   |   |   |   |   |   |   | 4 |
| 3 |   |   |   |   |   |   |   |   | 3 |
| 2 |   |   |   |   |   |   |   |   | 2 |
| 1 |   |   |   |   |   |   |   |   | 1 |
|   | a | b | c | d | e | f | g | h |   |

Lösung:

1. Td8! Txh3+ Mit diesem Zwischenschach will Schwarz gleich beide Freibauern gewinnen.

2. Td3 Txd3+ Dieses Turmopfer muss angenommen werden und widerlegt den Plan.

3. Kc2 Td6 Kein Turmzug kann den Bauern ganz ausschalten.

4. c8S+! Kc5 Die Unterverwandlung in einen Springer erzwingt eine Gabel.
Nach 4. c8=D? Tc6+ 5. Dxc6 Kxc6 hätte Schwarz die Fernopposition und damit das Remis erreicht.

5. Sxd6 Kxd6

6. Kb3 Kc5

7. Ka4 Weiß gewinnt.

Nach 3. … Td5 4. c8=D Tc5+ 5. Dxc5 Kxc5 6. Kc3! besitzt Weiß die Opposition und gewinnt. Auch nach 3. … Td7 4. c8=D Tc7+ 5. Dxc7 Kxc7 6. Kc3 oder Kb3 behält Weiß die Oberhand.
In Selmans Nachlass wurde ein Manuskript von Kok gefunden zum Thema Die schwarze Dame in Zugzwang, das ARVES 50 Jahre später posthum veröffentlichte.

## Privat
Kok studierte Mathematik und Physik in Leyden. Nach seiner Graduierung während der Weltwirtschaftskrise sortierte und verteilte er Eier in der Großhandelsfirma seines Vaters. Danach arbeitete er als Buchmacher und Statistiker. Ab 1942 war er bis zu seiner Pensionierung Aktuar bei einer Versicherung in Utrecht und komponierte kaum noch Studien.

## Weblink
- Kompositionen von Theodorus Cornelis Louis Kok auf dem PDB-Server der Schwalbe

| Personendaten    | Personendaten                    |
| ---------------- | -------------------------------- |
| NAME             | Kok, Theodorus Cornelis Louis    |
| KURZBESCHREIBUNG | niederländischer Schachkomponist |
| GEBURTSDATUM     | 23. November 1906                |
| GEBURTSORT       | den Haag                         |
| STERBEDATUM      | 28. Mai 1999                     |
| STERBEORT        | den Haag                         |